# 林利子

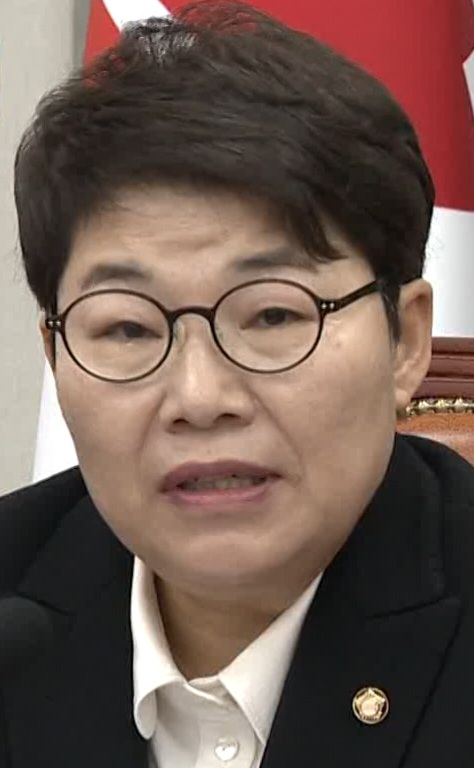
2018年撮影

林 利子（イム・イジャ、イム・イザ、임이자、1964年3月5日 - ）は、大韓民国の労働運動家出身の政治家。元安山市議会議員、第20・21・22代韓国国会議員。
慶尚北道醴泉郡（母の実家）生まれ、尚州市化南面東観里出身。本貫は醴泉林氏。仏教徒。

## 学歴
- 化寧公立国民学校（朝鮮語版） 卒業
- 化寧中学校（朝鮮語版） 卒業
- 化寧高等学校（朝鮮語版） 卒業
- 京畿大学校法学科 学士号
- 高麗大学校労働大学院 修士

## 経歴
- 水産会社テリム水産（朝鮮語版）勤務[3]
- 2004年の第17代総選挙で落選、2006年の安山市議会議員選挙で当選[3]
- 2009年 - 2015年：京畿道地方労働委員会労働者委員
- 2009年 - 2016年：韓国労働組合総連盟京畿本部常任副議長
- 2009年 - 2016年：韓国労働組合総連盟京畿本部女性委員会委員長
- 2014年 - 2016年：韓国労働組合総連盟女性委員会委員長
- 2014年 - 2016年：韓国労働組合総連盟副委員長
- 2015年 - 2016年：中央労働委員会労働者委員
- 2016年4月13日：大韓民国第20代国会議員選挙当選（比例代表、セヌリ党、初当選）
- 2016年12月 - 2017年：セヌリ党院内副代表
- 2016年6月 - 2017年：セヌリ党→自由韓国党雇用特別委員会委員
- 2017年：自由韓国党政策委員会環境労働政策調整委員長
- 2017年2月 - 2017年12月：自由韓国党京畿道党安山市檀園区乙（朝鮮語版）党員協議会委員長
- 2017年6月：自由韓国党政策委員会格差解消分科委員長
- 2017年12月：第20代国会 微細粉塵特別委員会委員
- 2018年2月：自由韓国党韓国GM失業危機対策特別委員会幹事
- 2018年2月 - 6月：自由韓国党京畿道党公約開発団環境労働分野チーム長
- 2018年2月 - 6月：自由韓国党コア公約開発団労働福祉革新団幹事
- 2018年3月 - 5月：自由韓国党経済破綻対策特別委員会委員
- 2018年3月 - 5月：自由韓国党左派政権放送掌握被害者支援特別委員会委員
- 2018年4月：自由韓国党社会主義改憲政策阻止闘争本部委員
- 2018年4月 - 5月：自由韓国党農林畜産特別委員会委員
- 自由韓国党京畿道党環境労働委員長
- 2018年5月 - 6月：第7回全国同時地方選挙自由韓国党李喆雨（朝鮮語版）慶尚北道知事候補選挙対策委員会副委員長
- 2018年7月：自由韓国党傾聴委員会委員
- 2018年7月 - 12月：自由韓国党民生点検タスクフォース委員
- 2018年7月：自由韓国党良い労働委員会委員長
- 2018年10月：自由韓国党偽雇用対策特別委員会委員
- 2018年12月 - 2019年2月：自由韓国党国家未来ビジョン特別委員
- 2018年12月：自由韓国党タクシー業界生存権保障タスクフォース委員長
- 2018年12月：自由韓国党所得主導成長の廃棄および経済活力復活特別委員会委員
- 2018年12月：自由韓国党政策調整委員会 第4正調整委員会（産業通商資源中小ベンチャー企業・環境労働）委員長
- 2019年2月 - 5月：自由韓国党4大河川堰破壊阻止対策特別委員会委員
- 2019年3月 - 2020年2月：自由韓国党労働委員長
- 2019年3月 - 2019年5月：自由韓国党左派独裁阻止特別委員会委員
- 2019年3月 - 2019年5月：自由韓国党文政権経済実情白書特別委員会委員
- 2019年6月 - 2019年9月：自由韓国党2020経済大転換委員会副委員長兼自由な労働市場分科委員長
- 2019年7月：自由韓国党労働改革特別委員会幹事
- 2019年8月：自由韓国党剛性貴族労組改革特別委員会幹事
- 2019年9月 - 2020年1月：自由韓国党ジャスティスリーグ理事会理事委員
- 2019年12月：自由韓国党人材導入委員会委員
- 2020年1月 - 2020年2月：第21代国会議員選挙自由韓国党公約開発団 4政策調整委員会 産業通商資源中小ベンチャー企業・環境労働公約総括共同チーム長
- 2020年2月 - 5月：未来統合党労働委員長
- 2020年4月15日：大韓民国第21代国会議員選挙当選（慶北尚州市・聞慶市（朝鮮語版）、未来統合党、再選）
- 2020年6月 - 9月：未来統合党慶尚北道党尚州市・聞慶市党員協議会委員長
- 2020年7月 - 9月：未来統合党仁川国際空港公正採用タスクフォース委員
- 2020年7月 - 9月：未来統合党政策委員会 社会安全網および雇用柔軟性強化特別委員会幹事
- 2020年8月 - 9月：未来統合党コロナ19対策特別委員会委員
- 2020年9月：国民の力慶尚北道党尚州市・聞慶市党員協議会委員長
- 2020年9月：国民の力 仁川国際空港 公正採用タスクフォース委員
- 2020年9月：国民の力政策委員会 社会安全網および雇用柔軟性強化特別委員会幹事
- 2020年9月：国民の力コロナ19対策特別委員会委員
- 2020年9月：国民の力政策調整委員会第5正条委員長（福祉・環境労働・余暇分野）
- 2020年9月：国民の力 湖南同行国会議員発足式名誉議員（全羅南道長興郡）
- 2020年10月：国民の力弱者との同行委員会立法同行分科委員
- 2020年12月：国民の力労働革新特別委員会委員長
- 2020年12月 - 2021年3月：2021年再補欠選挙（朝鮮語版）国民の力公約開発団共通公約開発団 弱者同行チーム委員長
- 2021年9月 - 2022年：第20代大統領選挙国民の力公約開発団「市民音革新政策会議」労働環境公約団長
- 2021年12月 - 2022年1月：第20代大統領選挙国民の力尹錫悦大統領候補選挙対策委員会共同職能総括本部長
- 2021年12月 - 2022年1月：第20代大統領選挙国民の力慶北を生かす選挙対策委員会選挙対策委員長党共同選挙対策委員長
- 2022年1月 - 2022年3月：第20代大統領選挙国民の力尹錫悦大統領候補選挙対策本部共同職能本部長
- 2022年1月 - 2022年2月：2022年3月 再保選選挙国民の力 公薦管理委員会委員
- 2022年3月 - 2022年5月：第20代大統領職引受委員会社会福祉文化分科幹事
- 2022年5月 - 2022年6月：第8回全国同時地方選挙国民の力市民が厳しい選挙対策委員会公約本部長
- 2022年7月 - 2023年7月：国民の力慶尚北道党委員長
- 2023年5月：国民の力労働改革特別委員会委員長
- 2023年8月：国民の力労働委員会アドバイザー
- 2024年3月 - 2024年4月：第22代国会議員選挙 国民の力中央選挙対策委員会大邱・慶北圏域選対委員長
- 2024年4月10日：大韓民国第22代国会議員選挙当選（慶北尚州市・聞慶市、国民の力、3選）
- 2024年6月 - 2024年7月：国民の力政策委員会傘下緊急民生懸案解決のための気候危機対応・労働特別委員会委員長
- 2024年9月 - : 国民の力 湖南同行国会議員発足式名誉議員（全羅南道長興郡）
- 2024年10月 - : 国民の力労働転換特別委員会委員長
- 2024年12月 - : 国民の力緊急対策委員

## 議員活動
- 2016年5月 - 2020年5月：第20代国会議員（比例代表、セヌリ党→自由韓国党→未来統合党、初当選)
  - 2016年6月 - 2018年5月：第20代国会前半期女性家族委員会委員
  - 2016年6月 - 12月：第20代国会前半期環境労働委員会委員
  - 2016年7月 - 2017年6月：第20代国会低出産・高齢化対策特別委員会委員
  - 2016年12月 - 2018年5月：第20代国会前半期環境労働委員会幹事
  - 2017年12月 - 2018年5月：第20代国会微細粉塵対策特別委員会委員
  - 2018年7月 - 2020年5月：第20代国会後半期環境労働委員会雇用労働審査小委員長
  - 2018年7月 - 2020年5月：第20代国会後半期環境労働委員会幹事
  - 2018年10月 - 2019年8月：第20代国会後半期政治改革特別委員会委員
  - 2018年12月 - 2020年5月：第20代国会公共部門採用不正疑惑に関する国政調査特別委員会委員

- 2020年5月 - 2024年5月：第21代国会議員（慶北尚州市・聞慶市、未来統合党→国民の力、再選）
  - 2020年7月 - 2022年5月：第21代国会前半期環境労働委員会幹事
  - 2020年7月 - 2021年5月：第21代国会前半期予算決算特別委員会委員
  - 2020年7月 - 2024年5月：韓国未来革新フォーラム構成議員
  - 2020年9月 - 2022年5月：第21代国会前半期環境労働委員会環境法安審査所委員会委員長
  - 2020年9月 - 2022年5月：第21代国会前半期環境労働委員会雇用労働法安全審査所委員会委員
  - 2020年9月 - 2022年5月：第21代国会前半期環境労働委員会予算決算審査所委員会委員
  - 2021年6月 - 2022年3月：第21代国会前半期国会運営委員会委員
  - 第21代国会前半期運営委員会予算決算審査所委員会委員
  - 2022年7月 - 2024年5月：第21代国会後半期環境労働委員会幹事
    - 第21代国会後半期環境労働委員会環境法安審査所委員会委員長
    - 第21代国会後半期環境労働委員会雇用労働法安審事所委員会委員
    - 第21代国会後半期環境労働委員会環境法安審査所委員会委員
    - 第21代国会後半期環境労働委員会雇用労働法安審事所委員会委員長
    - 第21代国会後半期環境労働委員会予算決算基金審査所委員会委員

  - 2023年2月 - 2024年5月：第21代国会気候危機特別委員会幹事
- 2024年5月 - ：第22代国会議員(慶北尚州市・聞慶市、国民の力、3選)
  - 2024年6月 - ：国会人口と気候、そして明日の研究責任者兼気候分科委員長
  - 2024年6月 - ：第22代国会前半期環境労働委員会委員
    - 第22代国会前半期環境労働委員会予算決算基金審査所委員会委員長

  - 2024年6月 - 2024年12月：第22代国会前半期国会運営委員会委員
  - 韓国の転換と未来のフォーラム構成議員
  - 国家革新戦略フォーラム構成議員

## 選挙歴
| 当落 | 選挙                  | 役職           | 執行日        | 選挙区                | 政党       | 得票数    | 得票率 | 得票順位     | 注記    |
| ---- | --------------------- | -------------- | ------------- | --------------------- | ---------- | --------- | ------ | ------------ | ------- |
| 落   | 第17代総選挙          | 国会議員       | 2004年4月15日 | 京畿安山市常緑区甲    | 緑色社民党 | 1,152     | 1.61%  | 5            |         |
| 当   | 第4回全国同時地方選挙 | 安山市議会議員 | 2006年5月31日 | 京畿安山市            | ハンナラ党 | 104,572   | 53.66% | 比例代表 2位 | 民選4期 |
| 落   | 第5回全国同時地方選挙 | 京畿道議会議員 | 2010年6月2日  | 京畿道安山市第1選挙区 | ハンナラ党 | 15,374    | 37.07% | 2位          | 民選5期 |
| 当   | 第20代総選挙          | 国会議員       | 2016年4月13日 | 比例代表              | セヌリ党   | 7,960,272 | 33.50% | 比例代表 3位 |         |
| 当   | 第21代総選挙          | 国会議員       | 2020年4月15日 | 慶北尚州市・聞慶市    | 未来統合党 | 65,558    | 64.80% | 1位          |         |
| 当   | 第22代総選挙          | 国会議員       | 2024年4月10日 | 慶北尚州市・聞慶市    | 国民の力   | 76,583    | 77.64% | 1            | 3選     |

## エピソード
元数学教師の李喆雨慶尚北道知事は化寧高等学校時代の恩師であった。
2019年4月24日、国会議長室での自由韓国党による文喜相国会議長への抗議訪問において、文議長が林の頬に手を当てた。韓国党側は即座「文議長による未婚女性議員へのセクハラ事案」に抗議し、議長の辞職を要求したが、「セクハラ論争を誘発するために女性議員を前面に出した」という批判を受けた。